# Le Plus Escroc des deux
Pour plus de détails, voir Fiche technique et Distribution.
Le Plus Escroc des deux ou  Deux fils de pute au Québec (Dirty Rotten Scoundrels) est un film américain réalisé par Frank Oz, sorti en 1988.

## Résumé
Freddy Benson, petit escroc qui vit en plumant des femmes crédules, arrive à Beaumont-sur-Mer sur la Côte d'Azur. Lawrence Jamison, un escroc de plus grande envergure qui préfère ne prendre pour victimes que des femmes fortunées et qui opère également dans la petite ville, ne voit pas d'un bon œil l'arrivée de ce concurrent. Pour se débarrasser de Freddy, Lawrence décide de lui enseigner les rudiments du métier avant de lui lancer un pari : le premier qui arrive à extorquer cinquante mille dollars à Janet Colgate, une femme fraîchement arrivée, pourra rester et le perdant devra quitter la ville.
Freddy se fait passer pour handicapé qui a perdu l'usage de ses jambes pour une raison psychologique. Lawrence se fait passer pour le médecin capable de le soigner, et dont les honoraires s'élèvent à cinquante mille dollars. Janet est poussée à accepter de payer. Durant l'arnaque, Lawrence se rend compte que Janet est en réalité désargentée, et qu'elle a vendu ses biens pour accumuler la somme. Freddy et Lawrence décident alors de ne plus la faire payer, et le pari est modifié pour porter sur la capacité de Freddy d'avoir une relation sexuelle avec Janet.
Janet s'avère être un escroc elle aussi, qui arrive à soutirer cinquante mille dollars à Lawrence en lui faisant croire que Freddy a volé l'argent qu'elle avait réussi à réunir. Lawrence, touché par ce vol, lui donne la somme correspondante en dédommagement, et Janet part en avion.
Finalement, Janet revient les voir plus tard, accompagnant des personnes fortunées qu'elle s'apprête à arnaquer, et fait entrer Freddy et Lawrence dans l'arnaque.

## Fiche technique
- Titre original : Dirty Rotten Scoundrels
- Titre français : Le Plus Escroc des deux
- Titre québécois : Deux fils de pute[1]
- Réalisation : Frank Oz
- Scénario : Dale Launer, Stanley Shapiro et Paul Henning
- Photographie : Michael Ballhaus
- Musique : Miles Goodman
- Production : Bernard Williams
- Société de production et de distribution : Orion Pictures
- Pays de production :  États-Unis
- Langue : Anglais
- Format : Couleur - Dolby SR - 35 mm - 1.85:1
- Genre : Comédie
- Durée : 110 min
- Dates de sortie : 
  - États-Unis : 14 décembre 1988
  - France : 5 juillet 1989

## Distribution
- Michael Caine (VF : Gabriel Cattand) : Lawrence Jamieson
- Steve Martin (VF : Patrick Préjean) : Freddy Benson
- Glenne Headly (VF : Anne Deleuze) : Janet Colgate
- Anton Rodgers (VF : Philippe Dumat) : l'inspecteur André
- Barbara Harris (VF : Monique Thierry) : Fanny Eubanks
- Ian McDiarmid : Arthur
- Dana Ivey (VF : Maria Tamar) : Mme Reed
- Frances Conroy (VF : Colette Venhard) : La dame de Palm Beach
- Nathalie Auffret : Marion

## Anecdotes
- Le Plus Escroc des deux est le remake du film Les Séducteurs (Bedtime Story), réalisé en 1964 avec Marlon Brando et David Niven.
- Steve Martin et Glenne Headly se retrouveront 8 ans plus tard dans le film Sergent Bilko réalisé par Jonathan Lynn.
- Il existe également une comédie musicale jouée à Broadway qui s'inspire directement du film.
- Un remake ultérieur, réalisé par Chris Addison, est intitulé Le Coup du siècle.

## Distinction
- Nomination aux Golden Globes dans la catégorie : meilleur acteur dans un film musical ou une comédie.